# Sky Lobby
Eine Sky Lobby (vom englischen sky für Himmel und Lobby als Empfangshalle) ist ein Stockwerk in Hochhäusern, das vorrangig Besuchern zum Wechseln des Aufzugs dient.
Bei der Planung von Wolkenkratzern ist es oftmals ein Problem, genügend Aufzüge bereitzustellen: Besucher, die beispielsweise ein hochgelegenes Stockwerk anfahren möchten, müssten auf dem Weg dorthin teilweise an sehr vielen Etagen halten, um andere Fahrgäste ein- und aussteigen zu lassen. Um moderate Fahrtzeiten zu erreichen, werden mehr Aufzugsschächte benötigt, was wiederum die nutzbare Stockwerksfläche verringert.
Eine Sky Lobby bietet eine Lösung des Problems: In den Wolkenkratzer werden sogenannte Expressaufzüge eingebaut, die lediglich im Erdgeschoss und in der Sky Lobby halten. Dort angekommen, können die Besucher in einen Nahaufzug umsteigen, der dann jede einzelne Etage eines Gebäudeabschnittes bedient. Oft befinden sich in der Sky Lobby Einrichtungen zur Abfallentsorgung, Imbisse, kleine Läden und ähnliches, damit die Personen aus höheren Etagen nicht bis ins Erdgeschoss hinabfahren müssen.
Erstmals wurde eine Sky Lobby in den Zwillingstürmen des World Trade Centers in New York und im John Hancock Center in Chicago eingerichtet.

## Beispiel John Hancock Center
Die Sky Lobby im John Hancock Center in Chicago liegt in der 44. Etage. Sie dient als Umsteigepunkt für die Stockwerke 45 bis 92, in denen Privatpersonen wohnen. Vom Erdgeschoss aus fahren drei Expressaufzüge die Sky Lobby an, wo Fahrgäste dann zu zwei Gruppen von je drei Nahaufzügen wechseln können: Die eine Gruppe bedient die Etagen 45 bis 65, die andere die Etagen 65 bis 92.
In der Sky Lobby des John Hancock Centers befinden sich unter anderem ein Schwimmbad (das höchstgelegene in einem Gebäude in ganz Nordamerika), ein Fitnessstudio, eine chemische Reinigung, ein Supermarkt, die Briefkästen der Bewohner, eine kleine Bibliothek und – bei entsprechenden Anlässen – ein Wahlbüro für die Bewohner.

## Gebäude mit Sky Lobbys (Auswahl)

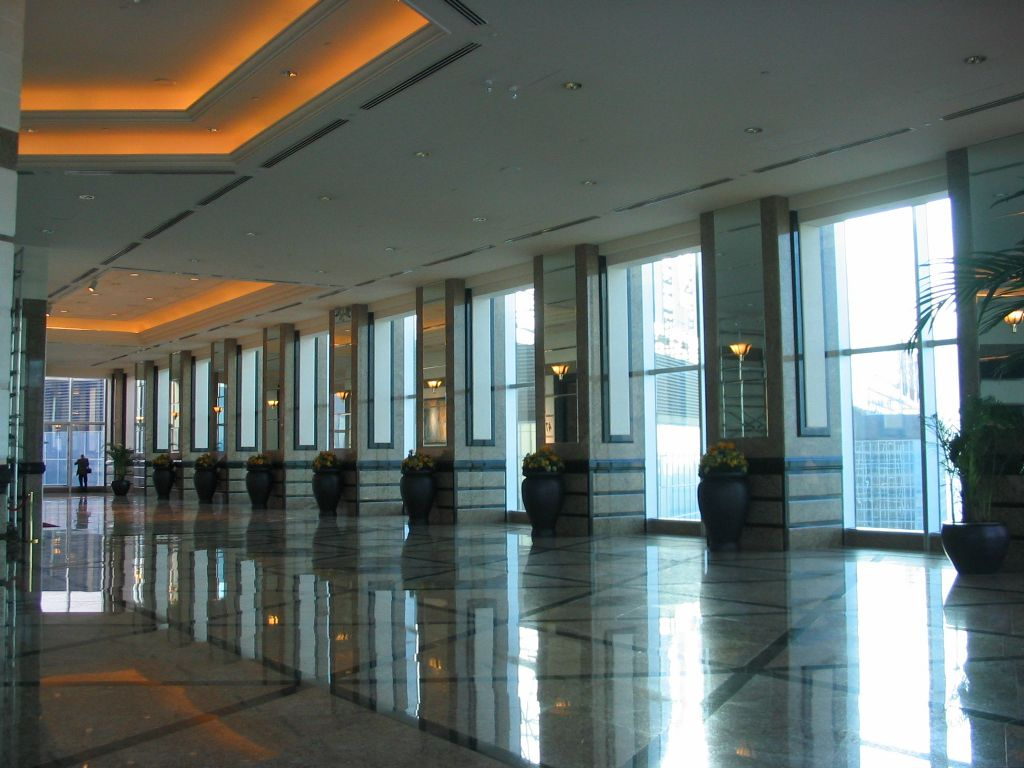
Sky Lobby im Central Plaza in Hongkong

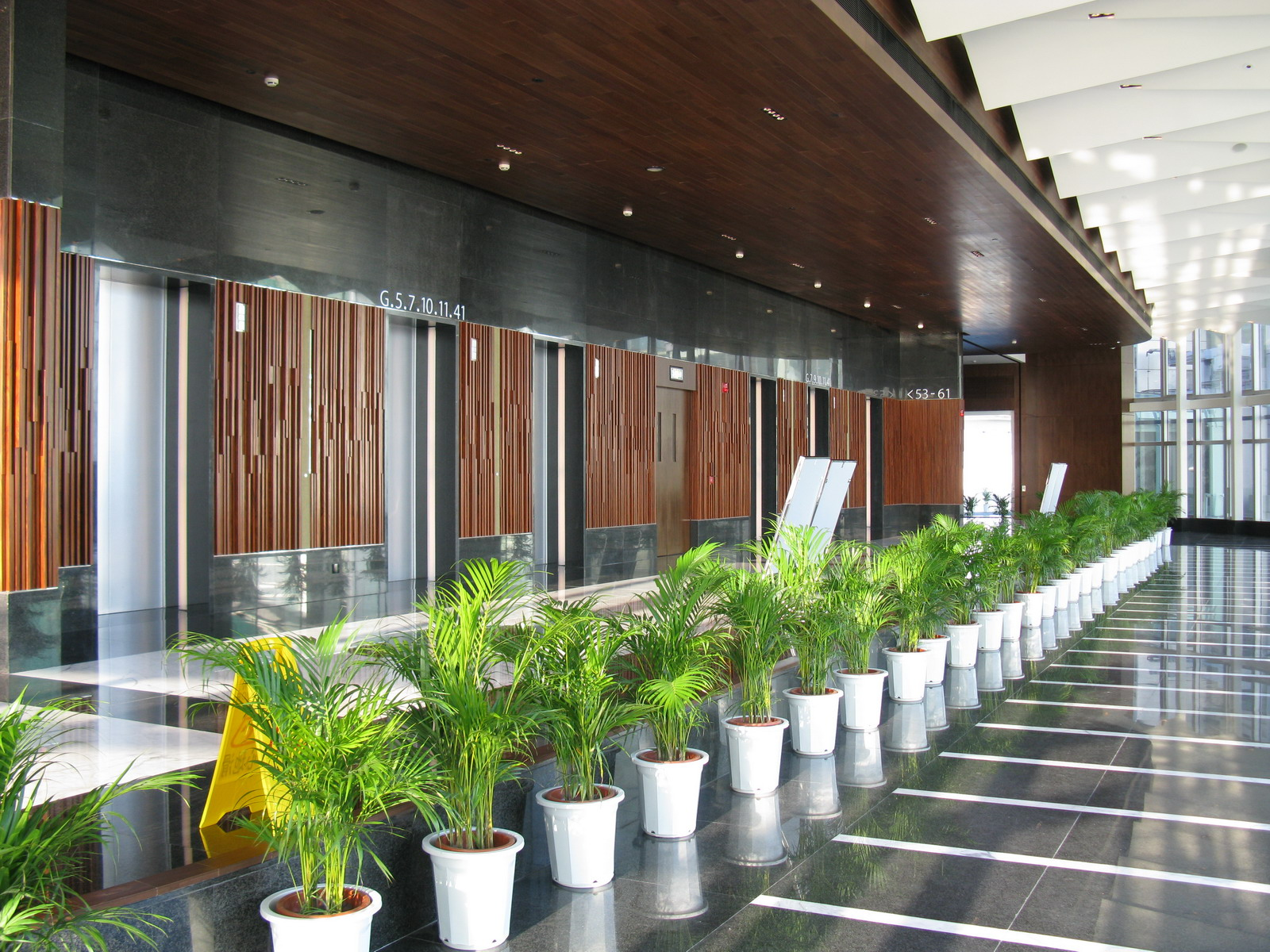
Sky Lobby des Nina Towers in Hongkong

| Name                            | Jahr | Ort                                          | Sky Lobby in Etage(n)                |
| ------------------------------- | ---- | -------------------------------------------- | ------------------------------------ |
| John Hancock Center             | 1969 | Chicago, Illinois, Vereinigte Staaten        | 44                                   |
| World Trade Center              | 1972 | New York City, New York, Vereinigte Staaten  | jeweils 44, 78                       |
| Willis Tower                    | 1973 | Chicago, Illinois, Vereinigte Staaten        | 33/34, 66/67                         |
| Tower 42                        | 1980 | London, Großbritannien                       | 23/24                                |
| JPMorgan Chase Tower            | 1982 | Houston, Texas, Vereinigte Staaten           | 60                                   |
| Wells Fargo Plaza               | 1983 | Houston, Texas, Vereinigte Staaten           | 34/35, 58/59                         |
| Williams Tower                  | 1983 | Houston, Texas, Vereinigte Staaten           | 51                                   |
| Columbia Center                 | 1985 | Seattle, Washington, Vereinigte Staaten      | 40                                   |
| Miami Tower                     | 1987 | Miami, Florida, Vereinigte Staaten           | 11                                   |
| Seattle Municipal Tower         | 1990 | Seattle, Washington, Vereinigte Staaten      | 40                                   |
| Revenue Tower                   | 1990 | Wan Chai District, Hongkong                  | 38                                   |
| Immigration Tower               | 1990 | Wan Chai District, Hongkong                  | 38 (Zwillingsturm zum Revenue Tower) |
| Central Plaza                   | 1992 | Wan Chai District, Hongkong                  | 46                                   |
| Shin Kong Life Tower            | 1993 | Taipei, Taiwan                               | 16                                   |
| UOB Plaza Tower One             | 1995 | Singapur                                     | 37–38                                |
| Wisma 46                        | 1996 | Jakarta, Indonesien                          | 46                                   |
| The Center                      | 1998 | Central, Hongkong                            | 42                                   |
| Petronas Towers                 | 1999 | Kuala Lumpur, Malaysia                       | 41/42                                |
| Taipei 101                      | 2004 | Taipei, Taiwan                               | 35/36, 59/60                         |
| One Island East                 | 2005 | Eastern District, Hongkong                   | 37                                   |
| Nina Tower                      | 2006 | Tsuen Wan, New Territories, Hongkong         | 41                                   |
| The Bow                         | 2007 | Calgary, Alberta, Kanada                     | 24, 42                               |
| Shanghai World Financial Center | 2008 | Shanghai, China                              | 52/53                                |
| 200 West Street                 | 2010 | New York City, New York, Vereinigte Staaten  | 11                                   |
| Burj Khalifa                    | 2010 | Dubai, Vereinigte Arabische Emirate          | 43, 76, 122–123                      |
| International Commerce Centre   | 2010 | Central, Hongkong                            | 43/F, 99/F                           |
| One World Trade Center          | 2014 | New York City, New York, Vereinigte Staaten  | 64                                   |
| Wilshire Grand Tower            | 2017 | Los Angeles, Kalifornien, Vereinigte Staaten | 70                                   |
| Jeddah Tower                    | 2018 | Dschidda, Saudi-Arabien                      | 33/34, 65/66                         |
| Australia 108                   | 2019 | Melbourne, Australien                        | 83,84                                |
| Merdeka 118                     | 2023 | Kuala Lumpur, Malaysia                       | 40/41, 75/76                         |